# 今井優子
今井優子（いまい ゆうこ、1967年10月21日 - ）は日本のシンガーソングライター。東京都出身。

## 概要
幼少期に母親の影響を受け、ジャズを聴いて育つ。18歳でスカウトされ、シンガーを志す。
1987年7月21日にキングレコードからアルバム・シングル同時リリースでデビューし、FMラジオパーソナリティ、コンサートに加え、アルバムとシングルを発売した。
角松敏生と親交を得てソングライターとして活動を始める。

## 経歴
1987年にキングレコードから「哀しみのペイヴメント」でデビューする。
1988年、石野真子主演TBS系連続ドラマ愛の劇場・ママの色鉛筆主題歌「虹色のオーラ」（小室哲哉作曲）で注目を集める。
1990年、角松敏生プロデュースによるアルバム『DO AWAY』発売。その後、TBS系連続ドラマ・次男次女ひとりっ子物語の主題歌、ミニー・リパートンのカバー曲「Lovin' You」をリリースしヒットさせる。
1994年、レコード会社・スターランド、音楽事務所・スリービーツミュージックに移籍し、アルバム『DISCLOSE』を発売。その後ライブ活動を中心に活動。
1997年、自主レーベルでアルバム『Living Color』を発売後、充電期間に入る。充電中はボイストレーナーなどをしていた。
2007年、アルバム『I WISH…』を発売し、南青山マンダラでライブを催すと角松敏生も訪れた。
2008年、ペットロス症候群を癒す曲「ボクが傍にいるから…」をYouTubeにて発表。また「ボクが傍にいるから…」の話題を含め、猫の話の記事が同年12月8日付の東京新聞・中日新聞に掲載。
2012年、「ボクが傍にいるから…」がUSENインディーズチャート2位となる。
2016年、ベスト・アルバム『SWEETEST VOICE』発売。新録のカバー「真夜中のドア〜Stay With Me」（オリジナルは松原みき）を含む。
2018年、デビュー30周年を迎え、30周年記念アルバム『It's My Time To Shine』を発売。
2019年、5thアルバム『DO AWAY』がリマスタリング及びボーナス・トラックを追加しタワーレコードより『DO AWAY+4』として復刻再発売。
2022年、デビュー35周年記念アルバム『Spell of Love』を発売。

## 親族
1993年にデビューしたシンガーの彩裕季は妹で、角松敏生の元マネージャー小林秀俊のプロデュースで、角松から楽曲を提供された。

## 出演
- ラジオ
  - 今井優子のROMANTIC 抱きしめたい

## ディスコグラフィ

### アルバム
- DA DA DA DANCE WITH ME（1987年7月21日）
  - 哀しみのペイヴメント
    - 作詞：竜真知子　作曲：佐藤健　編曲：大谷和夫

  - JUMPING CHANCE
    - 作詞：芹沢類　作曲：羽田一郎　編曲：小林信吾

  - 陽射しの中で
    - 作詞：麻実陽子　作曲：中崎英也　編曲：大谷和夫

  - 泡雪DANCING
    - 作詞：宮原芽映　作曲：小田裕一郎　編曲：入江純

  - ダンシング・ドリーム
    - 作詞：竜真知子　作曲：佐藤健　編曲：大谷和夫

  - FOR ME
    - 作詞：芹沢類　作曲：羽田一郎　編曲：大谷和夫

  - シルエット・ダンサー
    - 作詞：松本一起　作曲：中崎英也　編曲：小林信吾

  - あの日はハロウィン
    - 作詞：秋元康　作曲：中崎英也　編曲：小林信吾

  - KAGUYAHIME
    - 作詞：宮原芽映・Suzzane K Kim　作曲：小田裕一郎　編曲：入江純

  - 夜明けに抱いて
    - 作詞：秋元康　作曲：中崎英也　編曲：小林信吾

- 25時のクレセント（1988年7月21日）
  - 心（ファッション）
    - 作詞：沢ちひろ　作曲：佐藤健　編曲：大村雅朗

  - TIME in a Birthday
    - 作詞：沢ちひろ　作曲：佐藤健　編曲：大谷和夫

  - 25時のクレセント
    - 作詞：真杉潤　作曲：佐藤健　編曲：大谷和夫

  - Any Game You Like
    - 作詞：麻実陽子　作曲：佐藤健　編曲：小林信吾

  - GRADUATION
    - 作詞：沢ちひろ　作曲：和田一彦　編曲：大村雅朗

  - 虹色のオーラ
    - 作詞：田口俊　作曲：小室哲哉　編曲：鷺巣詩郎

  - STRAY HEART
    - 作詞：田口俊　作曲：佐藤健　編曲：鷺巣詩郎

  - 孤独のモーニング・デュー
    - 作詞：真杉潤　作曲・編曲：小林信吾

  - 想いはノーメイク
    - 作詞：K.INOJO　作曲：南部昌江　編曲：小林信吾

  - さよならもひめやかに
    - 作詞：蓮田ひろか　作曲：佐藤健　編曲：小林信吾

- VOYAGER（1988年12月16日）中崎英也プロデュース・全作曲・特記以外編曲。テーマは旅。
  - ESCAPE
    - 作詞：岩里祐穂

  - あなたのいた景色
    - 作詞：佐藤純子　編曲：山川恵津子

  - HOTEL TWILIGHT
    - 作詞：麻生圭子　編曲：山川恵津子

  - 明るい雨に歩けば
    - 作詞：麻生圭子

  - Chrstmas For You
    - 作詞：今井優子　編曲：福田裕彦

  - やわらかなあした
    - 作詞：佐藤純子　編曲：福田裕彦

  - MELODIES
    - 作詞：佐藤純子

  - レールの音が消える頃
    - 作詞：麻生圭子

  - 私らしさをあなたへ
    - 作詞：三井浩昭

  - JULIA
    - 作詞：三井浩昭

- 殺したいほどTONIGHT（1989年7月5日）
  - MORNING～ある朝の風景～
    - 作詞：石川あゆ子　作曲：崎谷健次郎　編曲：鳥山雄司

  - YURIの帰国
    - 作詞：松井五郎　作曲：中崎英也　編曲：鳥山雄司

  - SO LONG
    - 作詞：今井優子　作曲：佐藤準　編曲：山川恵津子

  - 殺したいほどTONIGHT
    - 作詞：松井五郎　作曲：中崎英也　編曲：鳥山雄司

  - 惑わせて……
    - 作詞：今井優子　作曲：佐藤準　編曲：山川恵津子

  - ダイヤモンドは傷つかない
    - 作詞：亜蘭知子　作曲：羽田一郎　編曲：鳥山雄司

  - ボードレールと眠る部屋
    - 作詞：石川あゆ子　作曲：崎谷健次郎　編曲：鳥山雄司

  - Secret Vacation
    - 作詞：亜蘭知子　作曲：織田哲郎　編曲：葉山たけし

  - Plastic Dreamer
    - 作詞：亜蘭知子　訳詞：真々花子　作曲：織田哲郎　編曲：葉山たけし

  - 心の隅から
    - 作詞：瓜生琢也　作曲：鈴木康志　編曲：山川恵津子

- 参加ミュージシャン
  - Drums:山木秀夫　長谷部徹
  - Bass:松原秀樹
  - E.Guitar:鳥山雄司　今剛　葉山たけし
  - A.guitar:鳴海寛
  - Sax:本田雅人　勝田一樹
  - Synthesizer:鳥山雄司　松武秀樹　葉山たけし
  - Keyboard:鳥山雄司　山川恵津子　大谷哲範
  - Chorus:山川恵津子　木戸やすひろ　EVE

- DO AWAY（1990年4月21日）※詳細はリンクを確認のこと。
- Tenderly（1991年6月5日）
  - Tenderly(overture)
  - Capricious Boy
  - Good Timing
  - Doctor T...
  - 薔薇色の魚たち
  - あなたに逢うまでのソリチュード
  - CARIBBEAN DREAM
  - Another Girl In Me
  - Long Time No See
  - A Way To Myself

- Silky Touch～LOVIN'YOU(Best)（1991年12月21日）
  - LOVIN'YOU
  - 愛は彼方
  - Snow Train～Back in town～
  - Chrstmas For You
  - CROSS MY HEART
  - ダイヤモンドは傷つかない
  - 虹色のオーラ
  - NIGHT AND DAY
  - Capricious Boy
  - イパネマの少年
  - Airport

- FUN FUN FUN（1993年10月21日）
  - 恋しくて
    - 作詞・作曲：今井優子　編曲：小林信吾

  - おお忙しのキッチン・ヴギー
    - 作詞：戸沢暢美　作曲：直枝政太郎　編曲：小林信吾

  - グッときた夕陽にFun Fun Fun
    - 作詞：戸沢暢美　作曲：間瀬憲治　編曲：十川知司

  - 最後の月灯りに
    - 作詞：原真弓　作曲・編曲：幾見雅博

  - 倦怠期ならLet's Take It Easy
    - 作詞・作曲：今井優子　編曲：小林信吾

  - Day Up Heart
    - 作詞：原真弓　作曲・編曲：幾見雅博

  - プロポーズをまっている
    - 作詞：岩里祐穂　作曲：亀井登志夫　編曲：十川知司

  - 素敵になりたい
    - 作詞：岩里祐穂　作曲・編曲：中崎英也

  - Moon Light Mystery
    - 作詞：安藤芳彦　作曲：Falcom Sound Team J.D.K　編曲：鳥山雄司

  - あなたへ・・・
    - 作詞・作曲：今井優子　編曲：小林信吾

  - House Lightsとホライズン
    - 作詞：戸沢暢美　作曲：中崎英也　編曲：小林信吾

- DISCLOSE（1994年3月23日）プロデュース・特記以外作詞・全作曲：今井優子　全編曲：根岸貴幸
  - 恋しくて
    - 作詞：田辺智沙

  - Happy Birthday to Me
    - 作詞：山本成美

  - Brunch Time
    - 作詞：田辺智沙

  - きれいになりたい
  - あなたが側にいるなら・・・
    - 作詞：山本成美

  - 倦怠期ならLet's Take It Easy
  - 最後の嘘
    - 作詞：田辺智沙

  - あなたとの快適な距離
  - 靴を買いに行こう!
  - 私らしく週末を過ごすなら
    - 作詞：田辺智沙

  - 穏やかな夏の午後

- 参加ミュージシャン
  - Drums:山木秀夫（except 5・10・11）
  - Bass:美久月千晴（1〜4・6・7）高水健司（8・9）
  - E.Guitar:松原正樹（except 11）
  - Piano:島健（1・2・3・7・8）
  - Keyboard:根岸貴幸（all）
  - Piano:中西康晴（6）
  - Trumpet:数原晋（2）
  - Trombone:清岡太郎（2・8・9）
  - Tenor Sax:小池修（2・9）ジェイク・コンセプション（7）
  - Percussion:ペッカー（7）浜口茂外也（8）
  - Strings:篠崎正嗣グループ（8）
  - Harmonica：八木信夫（11）
  - Chorus
    - 高橋ジャッキー香代子,中山みさ（1・7）
    - 今井優子,高橋ジャッキー香代子,宮浦和美（2・10）
    - 比山貴咏史,木戸やすひろ,広谷順子,今井優子（4）
    - 比山貴咏史,木戸やすひろ,広谷順子（5・11）
    - 高橋ジャッキー香代子,中山みさ,今井優子（6）

- Living Color（1997年7月21日）
  - Stop on the way
  - Keep on lovin'you～愛はすれ違って育つもの～
  - Waiting for good-bye
  - Close friend
  - 星空の偶然
  - 10年後の手紙
  - momentary
  - 永遠の贈り物
  - Jr.
  - Living Color

- 参加ミュージシャン
  - ALL SONGS COMPOSED, PERFORMED & PRODUCED BY YUKO IMAI
  - ALL LYRICS WRITTEN BY NARUMI YAMAMOTO
  - ALL SONGS ARRANGED BY TAKAYUKI NEGISHI
  - ALL GUITARS PLAYED BY MAKOTO MATSUSHITA

- I WISH・・・（2007年1月24日）
  - Trust Your Heart
  - For Oneself
  - I Wish...
  - Unnatural Love
  - Puzzle

- 参加ミュージシャン
  - All Compositions of Writing Songs & Produced by Yuko Imai
  - All Songs Arranged by Takayuki  Negishi
  - All Guitars Played by Makoto Matsushita
  - Backing Vocal By Kiyoshi Hiyama, Makoto Matsushita, Yuko Imai

- SWEETEST VOICE Yuko Imai Best Album（2016年7月6日）
  - 真夜中のドア ～Stay with me～
  - Capricious Boy
  - For Oneself
  - 愛は彼方
  - Long Time No See
  - LOVIN' YOU
  - Trust Your Heart
  - I wish...
  - A Way To Myself
  - Unnatural Love ～いけない恋～
  - Airport
  - Jr.
  - Puzzle
  - ボクが傍にいるから…

- It's My Time To Shine（2018年7月25日）デビュー30周年記念アルバム
  - It's My Time To Shine
    - 作詞・作曲：今井優子　編曲：安部潤

  - LOVE SQUALL
    - 作詞：槇小奈帆　作曲：大野雄二　編曲：安部潤

  - HE LOVES YOU
    - 作詞・作曲：B.Wilson　編曲：安部潤

  - Dear Moment
    - 作詞・作曲：今井優子　編曲：安部潤

  - Mistress
    - 作詞・作曲・編曲：角松敏生（注；NEWアレンジ）

  - HE LOVES YOU（epilogue）
    - 作詞・作曲：B.Wilson　編曲：安部潤

- 参加ミュージシャン
  - Sound Produced & Arranged by 安部潤（except 5）
  - Keyboards & Programming：安部潤
  - Electric Guitar：増崎孝司（1）養父貴（2）角松敏生（solo/3,6）
  - Acoustic Guitar：小川悦司（3,6）犬塚彩子（4）
  - Electric Bass：二家本亮介（1）安部潤（2,4）熊谷望（3,6）
  - Drums：伊吹文裕
  - Saxophone：竹上良成（1）
  - Flute：Gustavo Anacleto（4）
  - Percussion：山田智之（4）
  - M-5 Sound Produced & Arranged by 角松敏生
    - Guitar & Programming：角松敏生

  - Flugelhorn Solo：二井田ひとみ
  - All Vocals & Chorus：今井優子

- DO AWAY+4（2019年6月19日）
  - 角松敏生プロデュースによる5thアルバム。2019年リマスタリング。4曲ボーナストラック追加によりタワーレコードより復刻再発。

＜Bonus Tracks ／カラオケ＞
- 愛は彼方(off vocal version)
- さよならを言わせて～Let me say good-bye～(off vocal version)
- Snow Train～Back in town～(off vocal version)
- Phuket's tears(off vocal version)

1991年12月21日に『DA DA DA DANCE WITH ME』から『殺したいほどTONIGHT』までのCDアルバムが再発。

### シングル
- 哀しみのペイヴメント（1987年7月21日）
  - ＜SIDE A＞ 哀しみのペイヴメント
  - ＜SIDE B＞ あの日はハロウィン
- 虹色のオーラ（1988年6月10日）
  - 虹色のオーラ（TBS系連続ドラマ花王愛の劇場ママの色鉛筆主題歌）
  - GRADUATION（三澤屋証券CM曲）
- Day Up Heart（1988年10月21日）
  - Day Up Heart（牛乳石鹸"Day Up"CM曲）
  - 最後の月灯りに
- さよならを言わせて（1990年3月21日）
  - さよならを言わせて
  - Airport
- LOVIN' YOU（1991年11月7日）
  - LOVIN' YOU（TBS系連続ドラマ次男次女ひとりっ子物語主題歌）
  - JULIA
- グッときた夕陽にFUN FUN FUN（1992年7月22日）
  - グッときた夕陽にFUN FUN FUN（TBSホビーにくびったけ!ED曲）
  - あなたへ・・・
- Christmas Flavor（1997年11月21日）
  - Christmas Flavor
  - Snow Girls
  - Over The Candle
- ボクが傍にいるから…（2012年7月18日）
  - ボクが傍にいるから…
  - By Your Side
  - ボクが傍にいるから…（オルゴールVer.）

### 参加作品
- 『ファルコムスペシャルBOX'92』（1991年）
- 『Falcom Vocal Collection III』（1993年）
  - Moon Light Mystery（ドラゴンスレイヤー英雄伝説「フィールド」より）；同曲は上記オリジナルアルバム『FUN FUN FUN』にも収録
- 『ルパン三世 DEAD OR ALIVE オリジナルサウンドトラック』（1996年）
  - THEME FROM LUPIN III<'96バージョン>
- 『ルパン三世 トワイライト☆ジェミニの秘密 オリジナルサウンドトラック』（1996年）
  - THEME FROM LUPIN III<'96TVバージョン>
- 『幻想水滸伝ボーカルコレクション～La passione commuove la storia～』（2002年）
  - 月夜のテーマ
  - 回想
  - 彼女のため息
  - Rain Grass
  - そよ風の頃～When the wind blows gently
- 『幻想水滸伝ボーカルコレクション～彼方の星 Echoes Of Love～』（2003年）
  - Beautiful Morning（幻想水滸外伝Vol.1 ハルモニアの剣士より）
  - 見果てぬ夢（幻想水滸外伝Vol.2 クリスタルバレーの決闘より）
  - 風と大地（幻想水滸伝IIIより）
  - Currents-Op.theme（幻想水滸外伝Vol.1 ハルモニアの剣士より）
  - 月夜のテーマ（幻想水滸伝IIより）
- 『GUITARFREAKS 10th MIX & drummania 9th MIX Soundtracks』（2003年）
  - termination（「今井優子 with NM」名義）

### 楽曲提供作品
- 折笠愛
  - 「人生は間違いのオンパレード」
    - 作詞：枯堂夏子　作曲：今井優子　編曲：根岸貴幸
    - アルバム『ROOM SERVICE』収録

- 神田朱未
  - 「Favorite Place」
    - 作詞・作曲：今井優子　編曲：根岸貴幸
    - アルバム『大好き』収録